# Charpentry
Charpentry ist eine französische Gemeinde mit 23 Einwohnern (Stand: 1. Januar 2022) im Département Meuse in der Region Grand Est (vor 2016: Lothringen). Die Gemeinde gehört zum Arrondissement Verdun, zum Kanton Clermont-en-Argonne und zum Gemeindeverband Argonne-Meuse.

## Geographie
Charpentry liegt etwa 35 Kilometer nordwestlich von Verdun. Das Gemeindegebiet wird vom Flüsschen Buante durchquert.
Umgeben wird Charpentry von den Nachbargemeinden Baulny im Norden, Épinonville im Nordosten, Véry im Osten und Südosten, Cheppy im Süden, Varennes-en-Argonne im Süden und Südwesten sowie Montblainville im Westen und Südwesten.

## Geschichte
Zwischen 1972 und 1985 war Charpentry Teil der Gemeinde von Baulny.

### Bevölkerungsentwicklung
| Jahr                       | 1962 | 1968 | 1975 | 1982 | 1990 | 1999 | 2006 | 2011 | 2019 |
| Einwohner                  | 57   | 61   | (52) | (46) | 39   | 32   | 29   | 48   | 21   |
| Quellen: Cassini und INSEE |      |      |      |      |      |      |      |      |      |

## Sehenswürdigkeiten
- Kirche La Nativité-de-la-Bienheureuse-Vierge-Marie (Mariä Geburt)